# انوشا مانی
انوشا مانی (انگلیسی: Anusha Mani؛ زادهٔ ۲۹ مارس ۱۹۸۵) خواننده اهل هند است. وی از سال ۲۰۰۷ میلادی تاکنون در سینمای بالیوود مشغول فعالیت بوده‌است.

## فیلم‌شناسی
- جانی خائن (۲۰۰۷)
- کمی عشق، کمی جادو (۲۰۰۸)
- دو.دی (۲۰۰۹)
- سیکندر (۲۰۰۹)
- تره بن لادن (۲۰۱۰)
- عایشه (۲۰۱۰)
- بازی (۲۰۱۱)
- دان۲: تعقیب ادامه می‌یابد (۲۰۱۱)
- قطار چنای (۲۰۱۳)
- باشکوه (فیلم ۲۰۱۵) (۲۰۱۵)
- خط‌کش (۲۰۱۹)